# كينيتشي تاكاهاشي (منافس ألعاب قوى)
كينيتشي تاكاهاشي (باليابانية: 高橋健一؛ بالكانا: たかはし けんいち) هو منافس ألعاب قوى ياباني، ولد في 16 يناير 1973 في كازونو في اليابان.

## وصلات خارجية
- كينيتشي تاكاهاشي على موقع الاتحاد الدولي لألعاب القوى (الإنجليزية)